# Thalaba Máté
Fogarasi Thalaba Máté (1670 körül – 1714 után) kuruc diplomata.

## Élete
Fogarasföldi kisnemesi, református vallású román család gyermeke volt. Tanulmányait Odera-Frankfurtban és Utrechtben végezte. 1704–05-ben a havasalföldi vajdánál a labanc Gyulai István erdélyi főúr megbízottja volt. 1706 novemberétől Esterházy Antal kuruc generális főhadsegédeként tevékenykedett a Dunántúlon. 1708 márciusától 1710 júniusáig Oroszországban élt. 1711 februárjában Isztambulban, majd 1712-ben Franciaországban járt.

## Munkája
- Tabula Elogiorum et Votorum, Summis issq. demeritis in Theologia... Francofurti ad Viadrum, 1696.